# Ford DLD-motor
Fords DLD-motor er en serie firecylindrede, kompakte dieselmotorer til biler som er udviklet i joint venture mellem Ford Motor Company og PSA Peugeot Citroën. Ford/PSAs joint venture for fremstilling af DLD-motorer blev grundlagt i september 1998. Nogle af motorerne bygges på Fords motorfabrik i Dagenham, England og Fords Chennai-fabrik i Indien, andre på PSAs fabrik i Trémery i Frankrig.
Disse firecylindrede rækkemotorer sælges under navnet Duratorq TDCi af Ford, og under navnet HDi af Peugeot og Citroën. Mazda bruger også DLD-motoren i Mazda2, Mazda3 og Mazda5 og kalder dem da MZ-CD eller CiTD.
Officielt findes der to motorfamilier i sortimentet:
- 1,4 liter DLD-414, normalt uden intercooler.
- 1,5 liter afledt af 1,6 liter
- 1,6 liter DLD-416, altid med intercooler.

Ford tilføjede senere motormodellen 1,8 liter DLD-418 til DLD-familien, som også skulle kunne tilhøre Fords egen motorfamilie Endura-D, og i 2012 kom motoren i en 1,5-liters udgave afledt af 1,6'eren.

## DLD-414
Duratorq DLD-414 (eller DV4) er en 1,4-liters (slagvolume 1.398 cm³) 4-cylindret turbodieselmotor.
DLD-414 findes i to hovedversioner:
- En 8-ventilet version med en BorgWarner KP35 turbolader, men uden intercooler. Det er samme turbolader som i Renaults dieselmotor K9K. Motoren opfylder udstødningsnormen Euro3, men for at blive kompatibel med Euro4 fik motoren partikelfilter i 2006. Ford, Mazda og de fleste Citroën-modeller benytter programvare som Siemens SID804 eller SID802 til indsprøjtningssystemet, mens Peugeot og visse Citroën-modeller benytter programvare fra Bosch.
- En anden version bruger en konstruktion med dobbelte overliggende knastaksler og 16 ventiler, sammen med en turbolader med variabel geometri og intercooler. Denne version udgik dog i 2006, da den ikke var kompatibel med Euro4. Denne motortype bruger et DCR1400-indsprøjtningssystem fra Delphi Corporation.

Applikationer:
- 8-ventilet uden intercooler, 40 kW (54 hk) og 130 Nm
  - Citroën C1/Peugeot 107/Toyota Aygo 1,4 HDi, 2005−2008
- 8-ventilet uden intercooler, 50 kW (68 hk) og 150 Nm
  - Citroën C2 1,4 HDi, 2003−2010
- 8-ventilet uden intercooler, 50 kW (68 hk) og 160 Nm
  - Citroën C3 1,4 HDi, 2002−
  - Ford Fiesta 1,4 TDCi, 2002−
  - Ford Fusion 1,4 TDCi, 2002−2012
  - Peugeot 206 1,4 HDi, 2002−
  - Peugeot 307 1,4 HDi, 2002−2004
  - Peugeot 1007 1,4 HDi, 2005−2009
  - Mazda2/Demio 1,4 D, 2002−
- 16-ventilet med intercooler, 66 kW (90 hk) og 200 Nm
  - Citroën C3 1,4 HDi 16V, 2001−2005
  - Suzuki Liana 1,4 DDiS, 2002−2005

## DLD-416
DLD-416 (eller DV6) er en 1,6-litersmotor på 1.560 cm³, som benyttes af Ford, Volvo, PSA, BMW og Mazda.
Motoren har dobbelte overliggende knastaksler, 16 ventiler, turbo med variabel geometri og intercooler, og opfylder med monteret partikelfilter Euro5. I 2011 blev de 16 ventiler reduceret til 8 og kun enkelt overliggende knastaksel, og motoren blev omdøbt til DV-6C/DV-6D.
Motoren skal køres med en lavviskositets C3-olie på grund af partikelfilterets og EGR-ventilens konstruktion. Selv korte kørestrækninger med forkert type olie kan resultere i slamdannelse som kan blokere målerrøret til turboladeren, hvilket hurtigt kan føre til havari. Som følge af dette har bilfabrikanterne udfærdiget en detaljeret vejledning til olieskift på DLD-416/DV6.
Applikationer:
- 2007−2008 Suzuki SX4 1,6 DDiS, 66 kW (90 hk) og 215 Nm
- 2007–2011 Mini Cooper D 1,6, 80 kW (109 hk) og 240 Nm
- 2007− Citroën C4 Picasso 1,6 HDi, 80 kW (109 hk) og 240 Nm
- 2010− Citroën C3 Picasso 1,6 HDi, 80 kW (109 hk) og 240 Nm
- 2005− Citroën C3 1,6 HDi, 66−82 kW (90−112 hk) og 215−270 Nm
- 2009− Citroën DS3 1,6 HDi, 68/82 kW (92/112 hk) og 230/270 Nm
- 2011− Citroën DS4 1,6 HDi, 68/82 kW (92/112 hk) og 230/270 Nm
- 2004− Citroën C4 1,6 HDi, 66−82 kW (90−112 hk) og 215−270 Nm
- 2004− Citroën C5 1,6 HDi, 80/82 kW (109/112 hk) og 240/270 Nm
- 2004−2009 Citroën Xsara Picasso 1,6 HDi, 80 kW (109 hk) og 240 Nm
- 2006− Citroën Jumpy 1,6 HDi, 66 kW (90 hk) og 180 Nm
- 2006− Fiat Scudo 1,6 Multijet, 66 kW (90 hk) og 180 Nm
- 2005− Ford Fiesta 1,6 TDCi, 65/70 kW (88/95 hk) og 200/212 Nm
- 2005−2012 Ford Fusion 1,6 TDCi, 66 kW (90 hk) og 215 Nm
- 2004− Ford Focus 1,6 TDCi, 66−85 kW (90−115 hk) og 215−270 Nm
- 2003− Ford C-MAX 1,6 TDCi, 66−85 kW (90−115 hk) og 215−270 Nm
- 2010− Ford Mondeo 1,6 TDCi, 85 kW (115 hk) og 270 Nm
- 2010− Ford Galaxy 1,6 TDCi, 85 kW (115 hk) og 270 Nm
- 2010− Ford S-MAX 1,6 TDCi, 85 kW (115 hk) og 270 Nm
- 2003−2009 Peugeot 206 1,6 HDi, 80 kW (109 hk) og 240 Nm
- 2006−2012 Peugeot 207 1,6 HDi, 66−82 kW (90−112 hk) og 215−270 Nm
- 2005−2009 Peugeot 307 1,6 HDi, 66/80 kW (90/109 hk) og 215/240 Nm
- 2007− Peugeot 308 (2007) 1,6 HDi, 66−82 kW (90−112 hk) og 215−270 Nm
- 2013− Peugeot 308 (2013) 1,6 HDi, 68−85 kW (92−116 hk) og 230-270 Nm
- 2003−2010 Peugeot 407 1,6 HDi, 80 kW (109 hk) og 240 Nm
- 2010− Peugeot 508 1,6 HDi, 82 kW (112 hk) og 240/270 Nm
- 2006− Peugeot Expert 1,6 HDi, 66 kW (90 hk) og 180 Nm
- 2008− Mazda2 MZ-CD 1,6, 66/70 kW (90/95 hk) og 205 Nm
- 2003− Mazda3 MZ-CD 1,6, 80/85 kW (109/115 hk) og 240/270 Nm
- 2004–2012 Volvo S40/V50 1.6D, 80/84 kW (109/114 hk) og 240/270 Nm
- 2010− Volvo S60/V60 1.6D, 84 kW (114 hk) og 240 Nm
- 2007− Volvo V70 1.6D, 80/84 kW (109/114 hk) og 240/270 Nm

## DLD-418
Duratorq DLD-418 er en 1,8-liters (1.753 cm³) turbodieselmotor med intercooler. Den er dog ikke relateret til de andre DLD-motorer på 1,4 og 1,6 liter, men er en videreudvikling af Fords egen 1,8-liters Endura-D-motor med 8 ventiler fra 1980'erne og 1990'erne. Ford har dog indlemmet motoren i DLD-familien, hvilket fremgår af det officielle "DLD"-navn.
Endura-D-motoren fik en omfattende opdatering med variabel turbo og Delphi højtryks-indsprøjtningssystem og relanceredes i 2001 som "Duratorq TDCi", med den oprindelige motor benævnt "Duratorq TDDi".
Effekten på den oprindelige motor fra 2001 var 85 kW (115 hk) ved 3.800 omdr./min. og 250 Nm ved 1.850 omdr./min.. I august 2002 kom motoren i Ford Focus i en neddroslet version med 74 kW (101 hk) ved 3.850 omdr./min. og 240 Nm ved 1.750 omdr./min.. Tidligt i 2005 blev drejningsmomentet øget til 280 Nm ved 1.900 omdr./min., med uændret effekt på 85 kW (115 hk).
De sidste versioner af DLD-418 blev brugt i Ford Mondeo i 2007. Effekten er 74 kW (101 hk) ved 3.850 omdr./min. og 280 Nm ved 1.800 omdr./min.. Den stærkere variant har 92 kW (125 hk) ved 3.700 omdr./min. og 320 Nm ved 1.800 omdr./min..
Applikationer:
- 85 kW (115 hk) og 250 Nm
  - 2001−2004 Ford Focus 1,8 TDCi 115PS
- 74 kW (101 hk) og 240 Nm
  - 2002−2004 Ford Focus 1,8 TDCi 100PS
- 85 kW (115 hk) og 280 Nm
  - 2005−2010 Ford Focus 1,8 TDCi 115PS
  - 2005−2010 Ford C-MAX 1,8 TDCi 115PS
- 74 kW (101 hk) og 280 Nm
  - 2006−2010 Ford Galaxy 1,8 TDCi 100PS
  - 2007−2010 Ford Mondeo 1,8 TDCi 100PS
- 92 kW (125 hk) og 320 Nm
  - 2006−2010 Ford Galaxy 1,8 TDCi 125PS
  - 2006−2010 Ford S-MAX 1,8 TDCi 125PS
  - 2007−2010 Ford Mondeo 1,8 TDCi 125PS